# Maciejowa Wola
Maciejowa Wola [mat͡ɕeˈjɔva ˈvɔla] (tiếng Đức: Matzwolla, từ 1938-45 Balschdorf) là một ngôi làng thuộc khu hành chính của Gmina Banie Mazurskie, thuộc quận Gołdap, Warmian-Masurian Voivodeship, ở miền bắc Ba Lan, gần biên giới với tỉnh Kaliningrad của Nga. Nó nằm khoảng 9 kilômét (6 mi)   về phía đông bắc của Banie Mazurskie, 13 km (8 mi) về phía tây của Gołdap và 121 km (75 mi) về phía đông bắc của thủ đô khu vực Olsztyn.
Trước năm 1945, khu vực này là một phần của Đức (Đông Phổ).